# Ла-Дуе (Міссурі)
Ла-Дуе (англ. La Due) — селище (англ. village) в США, в окрузі Генрі штату Міссурі. Населення — 27 осіб (2020).

## Географія
Ла-Дуе розташована за координатами 38°18′45″ пн. ш. 93°52′40″ зх. д. / 38.31250° пн. ш. 93.87778° зх. д. (38.312523, -93.877669).  За даними Бюро перепису населення США в 2010 році селище мало площу 0,21 км², уся площа — суходіл.

## Демографія
Згідно з переписом 2010 року, у селищі мешкало 28 осіб у 15 домогосподарствах у складі 6 родин. Густота населення становила 134 особи/км².  Було 24 помешкання (115/км²).
Расовий склад населення:
| - 85,7 % — білих - 3,6 % — азіатів |

До двох чи більше рас належало 10,7 %. Частка іспаномовних становила 0,0 % від усіх жителів.
За віковим діапазоном населення розподілялося таким чином: 7,1 % — особи молодші 18 років, 64,3 % — особи у віці 18—64 років, 28,6 % — особи у віці 65 років та старші. Медіана віку мешканця становила 56,3 року. На 100 осіб жіночої статі у селищі припадало 75,0 чоловіків;  на 100 жінок у віці від 18 років та старших — 85,7 чоловіків також старших 18 років.
Середній дохід на одне домашнє господарство  становив 35 947 доларів США (медіана — 30 250), а середній дохід на одну сім'ю — 32 333 долари (медіана — 27 708). За межею бідності перебувало 41,8 % осіб, у тому числі 0,0 % дітей у віці до 18 років та 0,0 % осіб у віці 65 років та старших.
Цивільне працевлаштоване населення становило 13 особи. Основні галузі зайнятості: транспорт — 46,2 %, виробництво — 30,8 %, мистецтво, розваги та відпочинок — 23,1 %.